# Las Nueve Naciones de América del Norte
Las Nueve Naciones de América del Norte es un libro escrito en 1981 por Joel Garreau. En este, Garreau sugiere que Norteamérica puede ser subdividida en nueve regiones o naciones las cuales tienen cada una distintos tipos de economía y cultura. Aunque esta clasificación está centrada en Estados Unidos y Canadá, también abarca una pequeña parte de los territorios norteños de México. Por igual, argumenta que las fronteras entre los estados de Estados Unidos y su delimitación son artificiales e intrascendentes y que las nueve naciones que propone en su libro son un fiel reflejo de la realidad que lleva a conocer la verdadera naturaleza de la sociedad norteamericana.  Para Garreau estas Nueve naciones son el Quebec, Nueva Inglaterra, La Fundición, Dixie, El Granero, El Cuarto Vacío, Ecotopia, Mexamérica y Las Islas. Según Paul Meartz, de la Universidad Estatal de Mayville,  este libro es un «texto clásico sobre la regionalización actual de América del Norte».

## Las nueve naciones

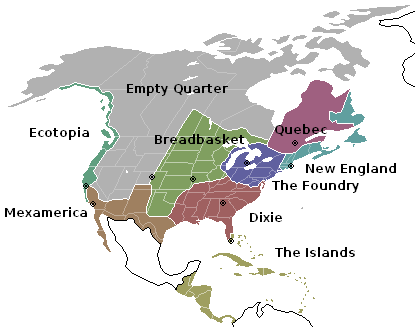
Las Nueve Naciones de América del Norte

### Quebec
Es la principal provincia de habla francesa de Canadá. Celebró un referéndum sobre la secesión en 1980 y otro en 1995, el último de los cuales los "separatistas" perdieron por estrecho margen. Su principal capital es la ciudad de Quebec.

### Nueva Inglaterra
Es una versión expandida de la original que el autor contempla. En Estados Unidos abarca a Maine, Nuevo Hampshire, Vermont, Rhode Island, Massachusetts y Connecticut (aunque omite los suburbios de Connecticut en Nueva York). En Canadá esta región abarca las provincias atlánticas de Canadá como Nuevo Brunswick, Nueva Escocia, la Isla del Príncipe Eduardo, Terranova y Labrador.  Su principal capital es Boston.

### La Fundición o área industrial
Es el principal cinturón industrial de Estados Unidos y Canadá. Abarca parte de la región noreste de Estados Unidos y el este de la región de los Grandes Lagos que se extiende desde la ciudad de Nueva York a Milwaukee y hasta los suburbios de Washington D. C. en Virginia del Norte, y entre ellas Chicago, Indianápolis, Pittsburgh, Cleveland, Toledo, Filadelfia y el sur de Ontario centrado en Toronto. Su principal capital es Detroit.
En otrora el poderío industrial de Canadá y Estados Unidos se hizo aquí, pero con el paso del tiempo y la competencia ha dejado a esta área en cierto retraso. El agotamiento de los recursos de la zona,  la sobrepoblación y la deslocalización industrial comparados con los mayores recursos y la mano de obra más barata de otros países ha dejado a varias ciudades con muchos problemas e industrias en decadencia.

### Dixie
Se le considera así a los antiguos Estados Confederados de América (hoy el sur de Estados Unidos) e incluye también la mayor parte del este de Texas. Mientras que el norte de Virginia y Maryland culturalmente no son parte de Dixie la mayor parte de Virginia y West Virginia si lo son, así como de Kentucky; porciones del sur y sureste de Missouri, el sur de Illinois, y el sur de Indiana; y la región Little Dixie del sudeste de Oklahoma. Por último, la región también incluye la mayor parte de la Florida, hasta el sur de las ciudades de Fort Myers y Naples. Su principal capital es Atlanta.
Esta región debe su nombre en referencia a la Línea Mason-Dixon. Es un lugar caracterizado por una cultura muy conservadora y religiosa, por el cual en 1924 el periodista estadounidense H.L. Mencken llamó a esta región también como el cinturón bíblico.   Para Garreau esta región es un lugar clave para un «cambio», nuevos tipos de inversión y pujanza económica poniendo como ejemplo el ascenso de Atlanta como ciudad importante de Estados Unidos.

### El Granero o área agrícola

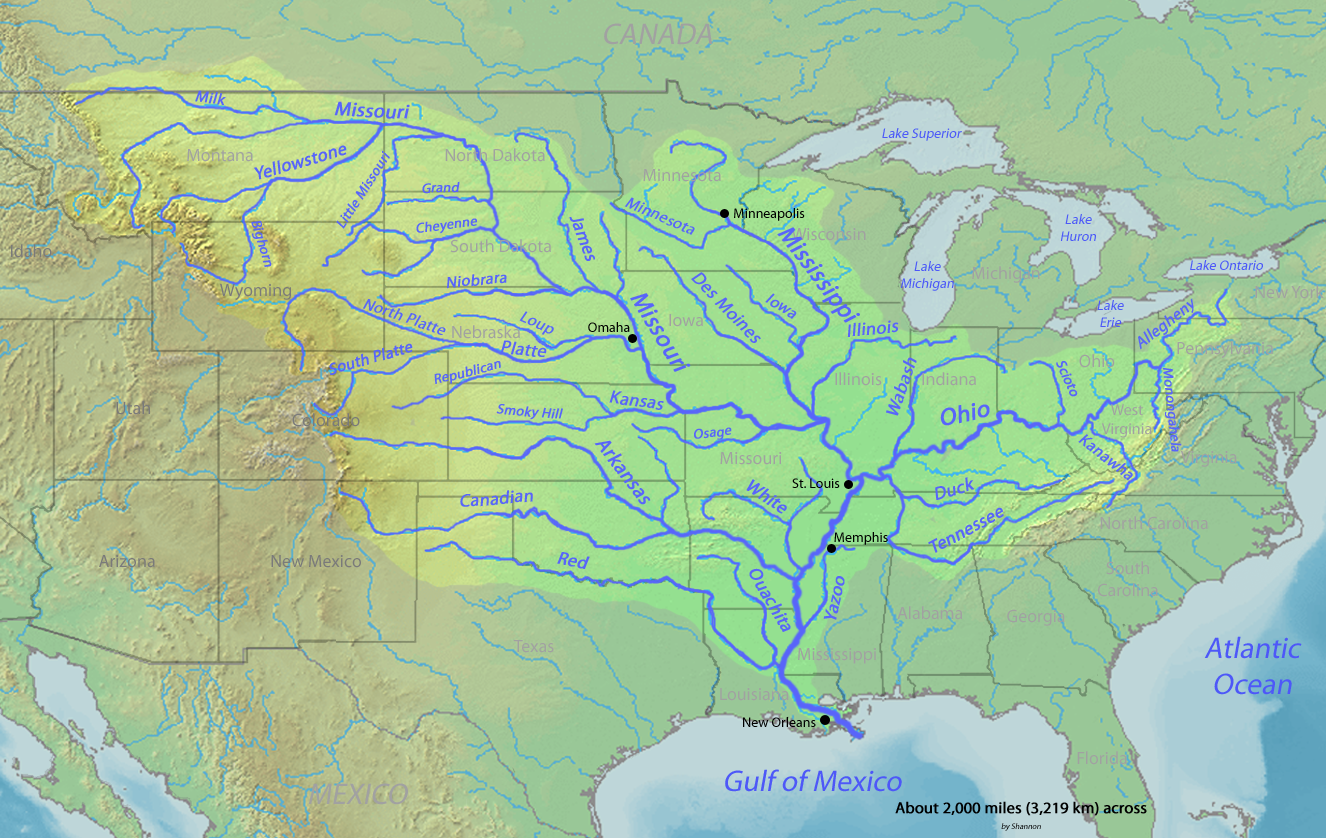
Para Stratfor es de vital importancia geostratética toda la cuenca hidrográfica del Misisipi que irriga al área denominada El Granero.

Abarca la mayoría de los estados de las Grandes Llanuras, Medio Oeste de los Estados Unidos y parte de las provincias de la pradera: Iowa, Kansas, Minnesota, Nebraska, las Dakotas, casi todo Oklahoma, partes de Missouri, el oeste de Wisconsin, en el este de Colorado, el extremo este de Nuevo México, en el centro de Illinois, una porción de Indiana, y el Norte de Texas. También se incluyen algunas partes del norte de Ontario y el sur de Saskatchewan y Manitoba.
Además de la situación geográfica aislada de los Estados Unidos con respecto a otras potencias mundiales, para los servicios de inteligencia de Stratford la enorme región agrícola alimentada y bañada por la cuenca del río Misisipi es punto clave del poder económico y geopolítico de los Estados Unidos pues esta alimenta al resto de la nación e incluso gran parte de la humanidad.
Suele ser una región más despoblada que la del cinturón industrial (La Fundación), como es de esperar de una zona agrícola. Con la globalización y la tecnología se ha dado una disminución de la población,  no obstante y a pesar de esto, aún existen pequeños pueblos con una cultura rural y agrícola que contribuye a la resiliencia de la región.

### El Cuarto Vacío
Comprende la mayor parte de Alaska, Nevada, Utah, Wyoming, Idaho, Montana y Colorado desde el oeste de Denver, así como las porciones del este de Oregón, California, Washington, toda Alberta y el norte de Canadá (incluyendo lo que hoy es Nunavut), el norte de Arizona, partes de Nuevo México (principalmente la zona controlada por la Nación Navajo), y la Columbia Británica al este de la cadena costera del Pacífico. Su capital más emblemática es Dénver.
Debido a las montañas de la cadena costera y a los entornos fríos y áridos es un lugar muy despoblado. Como ha sido una región que ha aportado recursos naturales ciertamente también ha sido sobrexplotada.

### Ecotopia
Se distribuye por toda la costa oeste que da al océano Pacífico al Noroeste de la Cordillera de las Cascadas y las Montañas Costeras, así como a la cadena costera del Pacífico, que se extiende de norte a sur desde Alaska y a lo largo de la costa de Columbia Británica, al estado de Washington, Oregón y que llega hasta la costa de California, terminando justo al norte de Santa Bárbara.  Su capital más distintiva es San Francisco.
Esta región ha sido llamada Ecotopia por Garreau por la orientación ecológica de la gente que ahí habita. Es vista también como la región del ascenso de las industrias tecnológicas de la computación y aeronáutica,  como Silicon Valley.

### Mexamérica
En Estados Unidos esta región comprende las porciones del sur y del Valle Central de California, así como el sur de Arizona, la porción de Texas que bordea el Río Bravo y la mayor parte de Nuevo México.  En México esta región comprende el norte de los estados de Tamaulipas, Nuevo León, Coahuila, Chihuahua, Sonora y toda la Península de Baja California. Su capital más emblemática es la ciudad de Los Ángeles.
La cultura de esta región es una mezcla de la cultura anglosajona y la mexicana. La característica latinoamericana de la población y su impacto en alimentación, los medios de comunicación, la música y entre otros muchos aspectos de la cultura de esta región son evidentes.

### Las Islas
Comprende el área metropolitana al sur de Florida, los Everglades, los Cayos de Florida y el Caribe. Su capital distintiva es Miami.  Así mismo, esta ciudad es vista como un centro comercial y cultural importante por habitantes de otras regiones y la venta de droga es fuerte.  También tiene una gran afluencia de inmigrantes cubanos.

## Aberraciones
Garreau nombró así a aquellas pequeñas regiones atípicas donde su clasificación dentro de las nueve grandes regiones es dificultosa o no concuerdan.  Estos lugares son Hawái, Alaska septentrional, Washington D. C., Manhattan y el sur de Harlem.